# Zona de Comercio Justo
Zona de Comercio Justo, en inglés Fair Trade Zone, es una empresa textil maquiladora con régimen de zona franca, caracterizada por ser manejada completamente por una cooperativa de trabajo asociado. Está formada principalmente por mujeres nicaragüenses quienes la manejan bajo el estatus de trabajadoras-socias (dueñas). Está ubicada en el barrio Nueva Vida de Ciudad Sandino. Constituye un referente de desarrollo empresarial alternativo promoviendo el concepto de empleo sostenible.
En actividad desde 1999, está certificada desde 2005 como la primera zona franca en el mundo controlada por sus trabajadores. Dedica la mayor parte de su producción a la exportación sin aranceles por medio del mecanismo de comercio justo. Además aplica medidas de responsabilidad social con sus programas comunitarios locales.

## Proyecto
El proyecto de la Zona de Comercio Justo ha sido llevado a cabo por los socios de la Cooperativa Maquiladora Mujeres de Nueva Vida Internacional (COMAMNUVI). Sus principales distribuidores son: Zuendstoff/Alemania y prebysterian Church/USA.
La ZCJ intenta promover el desarrollo económico sostenible a través de brindar oportunidades a los pobres de aprender a manejar sus propios negocios con éxito, con la iniciativa y cooperación como valores. Su eje es el concepto de empleo sostenible, esto significa que este grupo no se ha concentrado solamente en mantener empleo para sus integrantes, sino en expandir su negocio específicamente para poder crear más empleo para las familias de la comunidad. Entonces, estas familias con ingresos contribuyen a la economía local, lo que beneficia a toda la comunidad. 
Las mejoras constantes de la situación de las trabajadoras-propietarias se deben principalmente a procesos de orden empresarial y de voluntariado complementario.

## Historia
La ZCJ es la confluencia de dos historias, la de la ONG Jubilee House Community y la de las mujeres de la cooperativa Nueva Vida Internacional.
- La Jubilee House Community (JHC) se formó en Estados Unidos en enero de 1979 como una comunidad religiosa no-sectaria de asistencia voluntaria, para vivir y trabajar con los pobres. En los 80 empezó a trabajar con poblaciones marginales de Nicaragua, y en 1993 la junta directiva oficialmente estableció el proyecto de la JHC en Nicaragua, llamado el Centro pro Desarrollo en Centroamérica (CDCA). En la actualidad da respaldo a varias empresas y proyectos comunitarios.

- En 1998 el Huracán Mitch azota Nicaragua. En este entonces, había muchas familias de escasos recursos económicos que vivían en la orilla del lago Xolotlán, el lago de Managua. Con el huracán, el lago se inundó y estas familias perdieron sus casas y fueron reubicadas. Estas familias pasaron a formar parte de una nueva urbanización llamada “Nueva Vida” en Ciudad Sandino, en las afueras de Managua. Ubicada a siete millas al oeste de la capital, Ciudad Sandino tiene la población más densa del país: viven más de 4,500 personas por milla cuadrada, con el mayor nivel de desempleo del país.

Después del Huracán Mitch, la JHC-CDCA empezó a investigar una manera de combatir el 80% de desempleo existente en Nueva Vida. A través de una asociación de mercado con la empresa Maggie’s Organics en
Míchigan, EE. UU., enfocada en consumidores creativos, surgió la idea de formar una cooperativa maquilladora con las mujeres del barrio. Desde el 2007 la cooperativa trabaja independiente de la JHC-CDCA y ya no es proveedor/ Suplidor de Magguies Organic.

## Cooperativa y organización
En la ZCJ los trabajadores tienen voz y voto en todos asuntos. Porque el proyecto fue diseñado para beneficiar a los pobres, sus mentalizadores y organizadores supusieron que era imprescindible que el negocio fuera una empresa verdaderamente democrática. Estiman ellos que la única manera de garantizar que se escuche la voz de los trabajadores es si ellos mismos son los propietarios y directores del negocio, ofreciendo así “el derecho y el medio" de influir en la decisiones y acciones empresariales.
Las trabajadores han establecido un reglamento que especifica las responsabilidades de cada socio, los que requisitos para la membresía, el fondo social, la capacitación, los comités, las relaciones públicas, etc.

## Comercio y distribución
Las operaciones comerciales de la ZCJ son favorecidos por la apertura al comercio libre de las zonas francas, sin aranceles, que les permite ser más competitivos en el mercado externo. Tienen la ventaja de producir para el mercado extranjero, y así no son limitados a la capacidad del mercado local, casi toda su producción se dedica a la exportación, generalmente a tiendas que cubren la demanda de los denominados consumidores creativos, que son clientes quienes buscan productos cuyo valor agregado incluya la forma en que han sido elaborados, social y ambientalmente responsables.

## Implicaciones del proyecto
El nombre Zona de Comercio Justo es intencional para distinguir el negocio de las zonas francas tradicionales, que se conocen popularmente como maquiladoras. Las zonas francas tradicionales tienen la reputación de pagar salarios miserables y no mantener condiciones laborales adecuadas. En contraste, Zona de Comercio Justo puede pagar un salario más elevado al promedio, mantiene buenas condiciones laborales y los trabajadores llegan a ser dueños del negocio. 
Las implicaciones de este proyecto son amplias: si un grupo de mujeres pobres damnificadas
pueden llegar a ser zona franca, entonces otros grupos podrían hacer lo mismo. Esta innovación
de una zona franca en manos de los trabajadores pretenden sus mentalizadores que tenga el potencial de desbaratar el paradigma convencional de globalización porque donde en su opinión antes la zona franca sólo beneficiaba a las corporaciones grandes, ahora puede beneficiar a las personas comunes y gente pobre. Intentan demostrar que el mercado libre y la acción empresarial son compatibles con la gestión participativa y la responsabilidad social.